# Borest
Borest és un municipi francès, situat al departament de l'Oise i a la regió dels Alts de França. L'any 2007 tenia 344 habitants.

## Demografia

### Població
El 2007 la població de fet de Borest era de 344 persones. Hi havia 127 famílies de les quals 32 eren unipersonals (16 homes vivint sols i 16 dones vivint soles), 32 parelles sense fills, 55 parelles amb fills i 8 famílies monoparentals amb fills.
La població ha evolucionat segons el següent gràfic:
Habitants censats

### Habitatges
El 2007 hi havia 150 habitatges, 132 eren l'habitatge principal de la família, 13 eren segones residències i 4 estaven desocupats. 139 eren cases i 4 eren apartaments. Dels 132 habitatges principals, 82 estaven ocupats pels seus propietaris, 44 estaven llogats i ocupats pels llogaters i 6 estaven cedits a títol gratuït; 9 tenien una cambra, 9 en tenien dues, 17 en tenien tres, 25 en tenien quatre i 73 en tenien cinc o més. 123 habitatges disposaven pel capbaix d'una plaça de pàrquing. A 50 habitatges hi havia un automòbil i a 71 n'hi havia dos o més.

### Piràmide de població
La piràmide de població per edats i sexe el 2009 era:
| Homes | Edats   | Dones |
| ----- | ------- | ----- |
| 0     | 95 o +  | 0     |
| 0     | 90 a 94 | 0     |
| 0     | 85 a 89 | 8     |
| 4     | 80 a 84 | 0     |
| 4     | 75 a 79 | 4     |
| 0     | 70 a 74 | 4     |
| 0     | 65 a 69 | 0     |
| 12    | 60 a 64 | 8     |
| 0     | 55 a 59 | 0     |
| 16    | 50 a 54 | 4     |
| 20    | 45 a 49 | 16    |
| 20    | 40 a 44 | 16    |
| 12    | 35 a 39 | 16    |
| 8     | 30 a 34 | 24    |
| 4     | 25 a 29 | 0     |
| 8     | 20 a 24 | 4     |
| 12    | 15 a 19 | 4     |
| 8     | 10 a 14 | 28    |
| 20    | 5 a 9   | 0     |
| 28    | 0 a 4   | 12    |

## Economia
El 2007 la població en edat de treballar era de 223 persones, 170 eren actives i 53 eren inactives. De les 170 persones actives 156 estaven ocupades (89 homes i 67 dones) i 14 estaven aturades (8 homes i 6 dones). De les 53 persones inactives 13 estaven jubilades, 12 estaven estudiant i 28 estaven classificades com a «altres inactius».

### Ingressos
El 2009 a Borest hi havia 122 unitats fiscals que integraven 322,5 persones, la mediana anual d'ingressos fiscals per persona era de 28.986 €.

### Activitats econòmiques
Dels 11 establiments que hi havia el 2007, 2 eren d'empreses de fabricació d'altres productes industrials, 1 d'una empresa de construcció, 1 d'una empresa de comerç i reparació d'automòbils, 3 d'empreses immobiliàries, 3 d'empreses de serveis i 1 d'una empresa classificada com a «altres activitats de serveis».
Dels 2 establiments de servei als particulars que hi havia el 2009, 1 era un paleta i 1 agència immobiliària.
L'únic establiment comercial que hi havia el 2009 era una botiga de menys de 120 m².
L'any 2000 a Borest hi havia 5 explotacions agrícoles.

## Equipaments sanitaris i escolars
El 2009 hi havia una escola maternal integrada dins d'un grup escolar amb les comunes properes formant una escola dispersa.

## Poblacions més properes
El següent diagrama mostra les poblacions més properes.